# Rick Stuy van den Herik
Rick Stuy van den Herik (Solingen, 19 juni 1993) is een Nederlands voetballer die doorgaans speelt als centrale verdediger. In juli 2024 verruilde hij SteDoCo voor VV Sliedrecht.

## Clubcarrière
Stuy van den Herik werd geboren in het Duitse Solingen, maar groeide op in Sliedrecht en begon op zijn vijfde met voetballen bij Sliedrecht. Al na twee jaar verkaste hij naar de jeugdopleiding van Sparta Rotterdam, waar hij in 2009 zijn eerste profcontract tekende. Na afloop van deze verbintenis liet hij Sparta achter zich en sloot hij zich aan bij NAC Breda. In Breda kwam hij echter niet verder dan het belofteteam en zat in totaal zes keer op de bank bij het eerste team in de Eredivisie zonder te debuteren.
In de zomer van 2014 koos hij voor TOP Oss. Stuy van den Herik debuteerde voor Oss op 8 augustus, toen een thuiswedstrijd tegen FC Volendam met 0–4 verloren werd. Begin 2016 verlengde hij zijn verbintenis bij Oss tot medio 2018. Aan het einde van het seizoen 2017/18 werd de verbintenis van Stuy van den Herik verlengd tot aan de zomer van 2020. Voor dat contract afliep kreeg de verdediger, inmiddels uitgegroeid tot aanvoerder van de club, een verlenging tot en met het seizoen 2022/23. Begin 2023 brak hij het langstaande clubrecord van de meeste wedstrijden voor TOP Oss van doelman Raymond Koopman. Enkele weken later verbrak Lorenzo Piqué dit record alweer.
Na afloop van zijn contract verliet hij Oss. Stuy van den Herik zat een half seizoen zonder club, waarna SteDoCo hem contracteerde. Bij die club had hij al meegetraind na een blessure in het vorige seizoen. Hier werd zijn contract in april verlengd tot medio 2025. Hij werd daarnaast ook jeugdtrainer bij NAC Breda. In het voorjaar van 2025 besloot Stuy van den Herik in de zomer van dat jaar terug te keren bij VV Sliedrecht, de club waar hij ooit begonnen was met voetballen.

## Clubstatistieken
| Seizoen | Club    | Competitie     | Competitie | Competitie | Beker | Beker | Nacompetitie | Nacompetitie | Totaal | Totaal |
| Seizoen | Club    | Competitie     | Wed.       | Dlp.       | Wed.  | Dlp.  | Wed.         | Dlp.         | Wed.   | Dlp.   |
| ------- | ------- | -------------- | ---------- | ---------- | ----- | ----- | ------------ | ------------ | ------ | ------ |
| 2014/15 | TOP Oss | Eerste divisie | 36         | 0          | 1     | 1     | 1            | 0            | 38     | 1      |
| 2015/16 | TOP Oss | Eerste divisie | 36         | 1          | 1     | 0     | —            | —            | 37     | 1      |
| 2016/17 | TOP Oss | Eerste divisie | 37         | 1          | 1     | 0     | —            | —            | 38     | 1      |
| 2017/18 | TOP Oss | Eerste divisie | 36         | 1          | 1     | 0     | —            | —            | 37     | 1      |
| 2018/19 | TOP Oss | Eerste divisie | 33         | 2          | 2     | 0     | 2            | 0            | 37     | 2      |
| 2019/20 | TOP Oss | Eerste divisie | 28         | 3          | 2     | 0     | —            | —            | 30     | 3      |
| 2020/21 | TOP Oss | Eerste divisie | 36         | 3          | 0     | 0     | —            | —            | 36     | 3      |
| 2021/22 | TOP Oss | Eerste divisie | 38         | 6          | 1     | 0     | —            | —            | 39     | 6      |
| 2022/23 | TOP Oss | Eerste divisie | 27         | 4          | 1     | 0     | —            | —            | 28     | 4      |
| 2023/24 | SteDoCo | Derde divisie  | 11         | 0          | 0     | 0     | 2            | 0            | 13     | 0      |
| 2024/25 | SteDoCo | Derde divisie  | 27         | 1          | 1     | 0     | 0            | 0            | 28     | 1      |
| Totaal  | Totaal  | Totaal         | 345        | 22         | 11    | 1     | 5            | 0            | 361    | 23     |

Bijgewerkt op 4 juli 2025.